# Calliax lobata
Calliax lobata is een tienpotigensoort uit de familie van de Callianassidae. De wetenschappelijke naam van de soort is voor het eerst geldig gepubliceerd in 1966 door de Gaillande & Lagardère.